# Henry Norwest

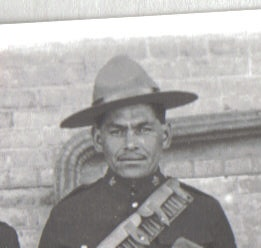
Henry Norwest

Henry Norwest (* 1881 in Fort Saskatchewan; † 18. August 1918 in Fouquescourt) war ein bekannter kanadischer Scharfschütze, mit indigenen Wurzeln, im Ersten Weltkrieg.

## Leben
Seine Eltern Louis Northwest und Geneviève Boucher waren Métis. Er arbeitete in seinen jungen Jahren als Cowboy, Rodeoreiter und diente für kurze Zeit bei der Royal North-West Mounted Police. Norwest war verheiratet und hatte drei Töchter. Seine Frau starb kurz bevor er fiel.

## Militärzeit

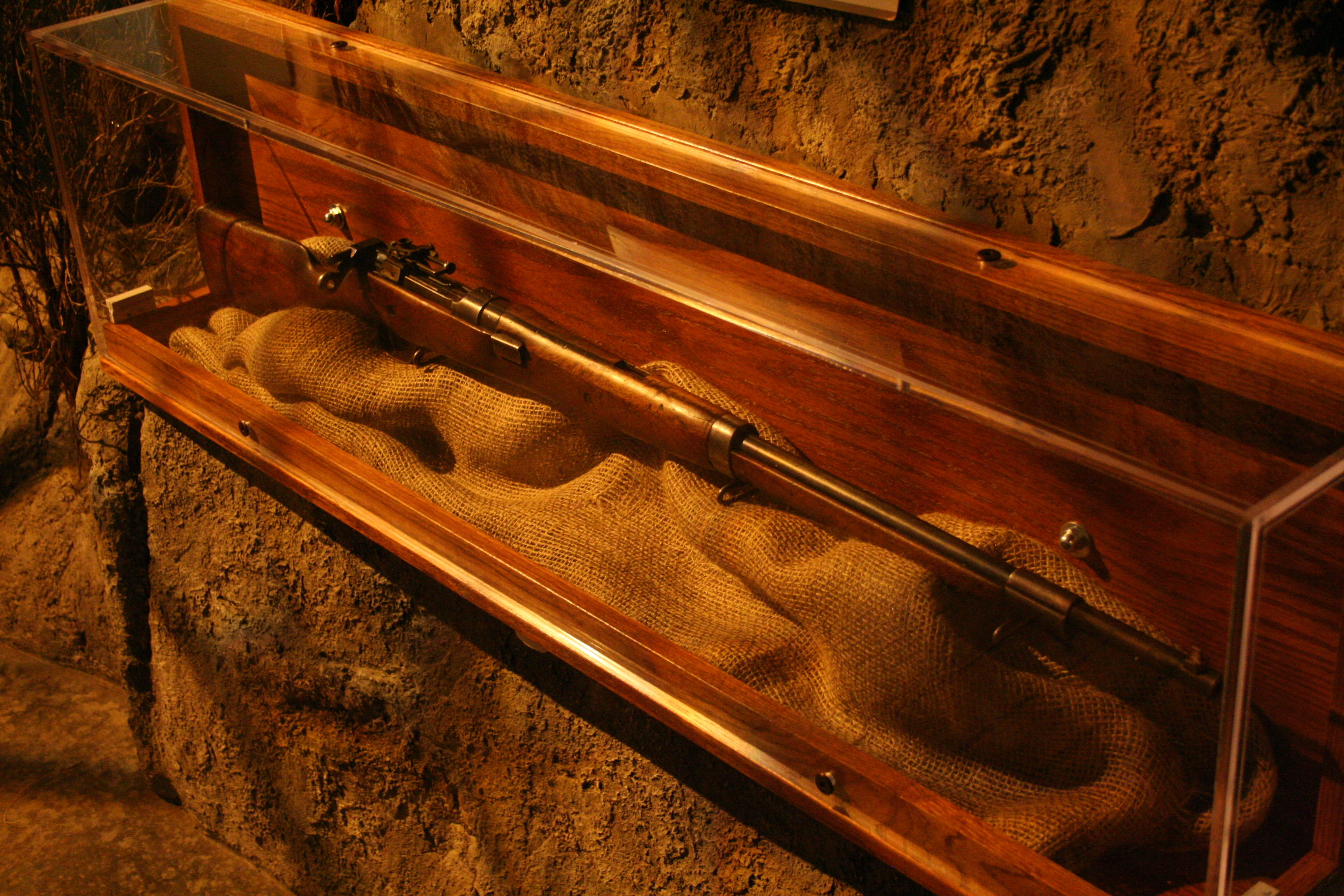
Henry Norwest Ross-Gewehr

Im Januar 1915 trat er der Canadian Expeditionary Force bei und kam Mitte 1915 an die Westfront nach Frankreich. Obwohl er nie einen Scharfschützenlehrgang absolvierte, entwickelte er sich im Laufe der Zeit, dank seiner jagdlichen Erfahrung vor dem Krieg, zu einem sehr erfolgreichen Scharfschützen. Vor allem seine Kenntnisse im Bereich der Tarnung wurden von seinen Vorgesetzten sehr geschätzt, sodass er häufig zu Aufklärungsmissionen im Niemandsland eingesetzt wurde. Bis zu seinem Tod konnte er 115 bestätigte Tötungen vorweisen. 1917 wurde ihm die Militärmedaille verliehen. 
Am 18. August 1918 in der Nähe von Fouquescourt hatten er und zwei weitere kanadische Scharfschützen den Auftrag, einen deutschen Scharfschützen zu bekämpfen. Von diesem deutschen Scharfschützen wurde Norwest durch einen einzigen Kopfschuss getötet. Auf seinem vorläufigen Grabstein schrieben seine Kameraden: „Es muss ein verdammt guter Scharfschütze gewesen sein, der Norwest erwischt hat.“ Nach dem Krieg wurden seine sterblichen Überreste auf dem kleinen Kirchenfriedhof in Warvillers neu beigesetzt. Die Bar (Wiederholungsspange) wurde ihm posthum verliehen.
Sein Ross-Gewehr ist im Militärmuseum in Calgary ausgestellt. Es ist das zweite von drei Gewehren, welche er benutzte. Sein zuletzt verwendetes Gewehr soll von dem deutschen Scharfschützen als Trophäe erbeutet worden sein.

## Auszeichnungen

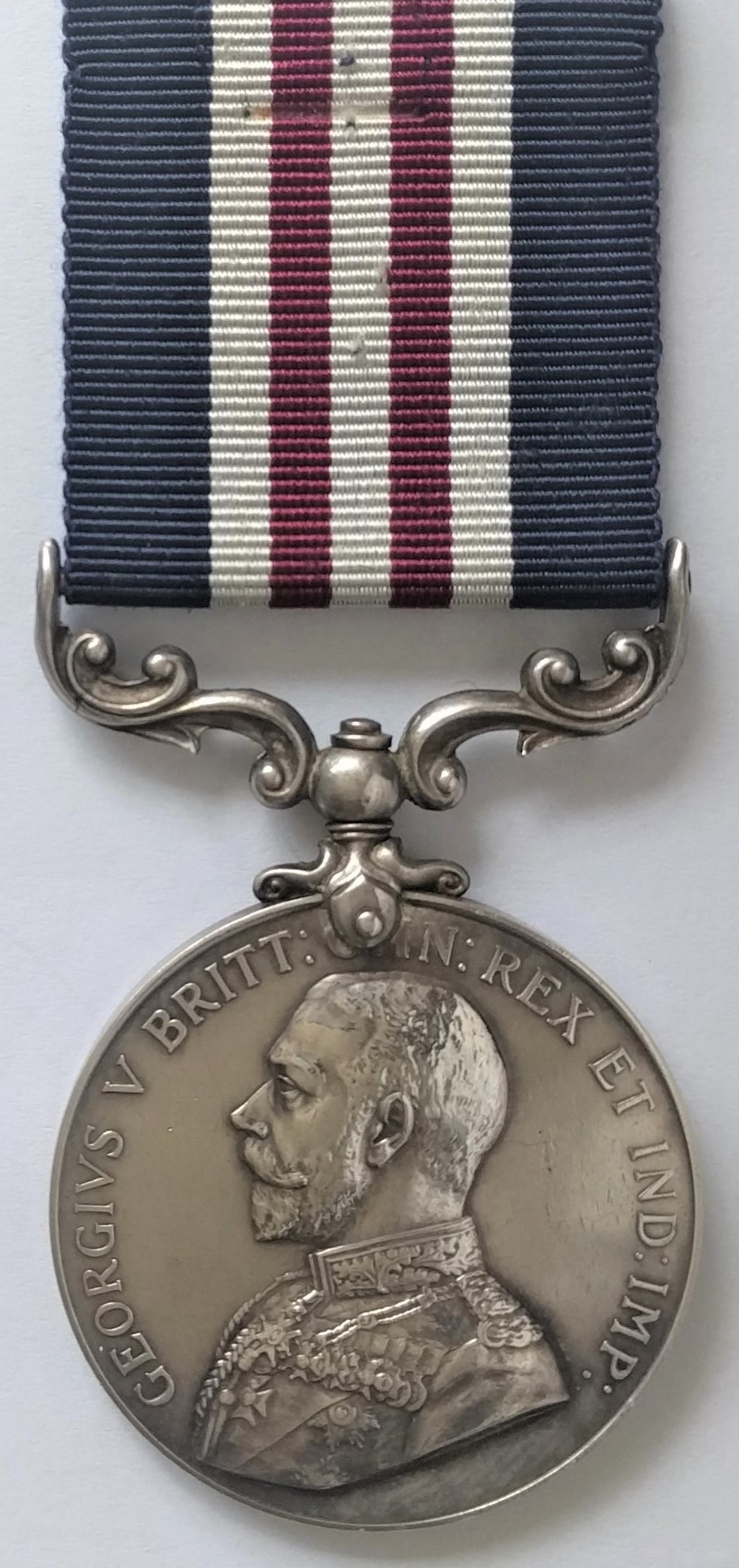

- Militärmedaille (1917)
- Bar (Wiederholungsspange) 1918[3]